# Urtica galeopsifolia
Urtica galeopsifolia là loài thực vật có hoa trong họ Tầm ma. Loài này được J.Jacq. ex Blume miêu tả khoa học đầu tiên năm 1856.